# 貴婦奈奈
貴婦奈奈（1974年7月27日—），臺灣部落客、作家、商人，本名蘇陳端（雙姓蘇陳）。2004年起在無名小站經營「貴婦奈奈的福態日記」部落格，獲得關注。2011年和丈夫黃博健創立「杏立博全醫美診所」。2018年11月，因涉嫌觸犯詐欺等罪，於該等案件偵查前即偕其夫黃博健潛逃出境，2019年年1月8日由臺灣臺北地方檢察署發布通緝，目前居住在加拿大漢彌爾頓且已取得合法居留權。2025年4月15日，主動聯絡台北地檢署與調查局於5月1日返台投案。

## 經歷
- 1998年與黃博健交往，並將這段姊弟戀愛情故事流傳於網路。

- 2011年，兩人創立「杏立博全醫美診所」。

- 2018年11月30日，貴婦奈奈與黃博健失聯，多家廠商質疑是惡性倒閉並宣稱被捲走上億元，[13]臺北市政府警察局大安分局接獲被害人報案後，已向臺灣臺北地方檢察署報請指揮，檢方將夫妻和公公黃立雄三人列為詐欺罪被告，夫婦已在當天事發前出境前往舊金山。[14][15][16]據稱已遭黑道天道盟天鷹會美國分會跨國追殺。同日，貴婦奈奈一家以醫美診所名義參加法會，福智僧團加拿大愛德華王子島省（P島）道場傳燈寺於2018年11月30日至12月3日舉行憶師恩及圓根燈會，法師在燈會上唱誦「榮譽福智功德主」名單，其中就有「杏立博全診所及其相關企業」。[17][18]

- 2019年1月3日，債權人偕同律師和法院人員前往診所破門，將有價值的物品例如醫療儀器、家電等進行假扣押。[19]

- 2019年1月8日，臺灣臺北地方檢察署依涉犯詐欺罪對三人發佈通緝，通緝時效長達25年，至2043年止。[20][21]

- 2019年1月10日，中華民國外交部表示，臺灣臺北地方檢察署中午行文至外交部，收到公文後已依法立即註銷貴婦奈奈、黃博健與黃立雄三人的中華民國護照，同時發文給駐加拿大三個外館，並通知加拿大相關行政部門、司法部門接洽，盼能夠盡快能將三人帶回臺灣。[22]

- 2024年1月行政執行署士林分署公告懸賞貴婦奈奈夫婦及公公黃立雄，提供確實行蹤獎金3萬元，提供可執行扣押財產最高獎金100萬元，通緝令有效期限至2043年為止[23]。

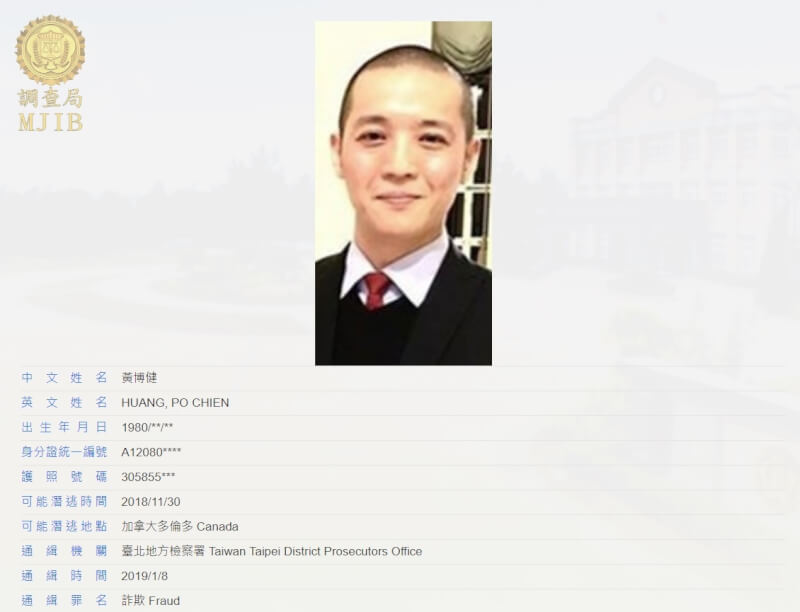
法務部調查局外逃通緝犯查詢系統中所登錄的黃博健相關資料。

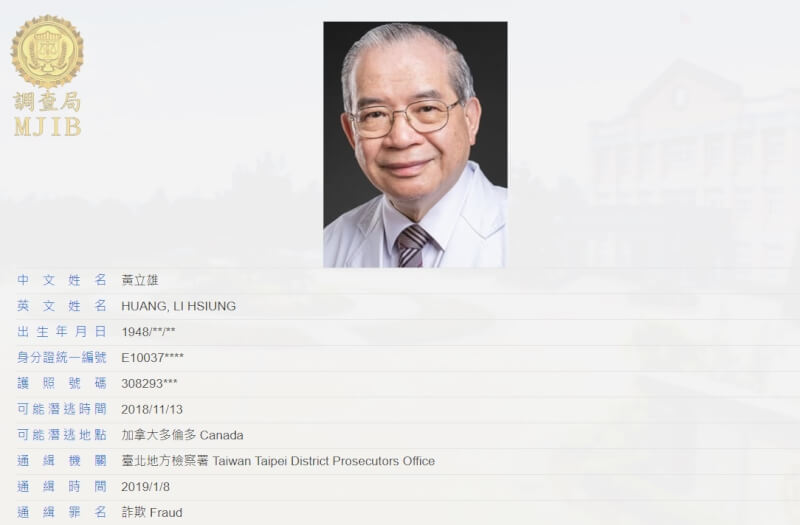
法務部調查局外逃通緝犯查詢系統中所登錄的黃立雄相關資料。

- 2024年5月2日，同案黃立雄夫婦由加拿大返臺後由法務部調查局人員接押歸案。
- 2025年4月15日，透過鏡週刊表示已主動聯繫臺灣臺北地方檢察署與法務部調查局，於同年5月1日5時25分投案。[24]

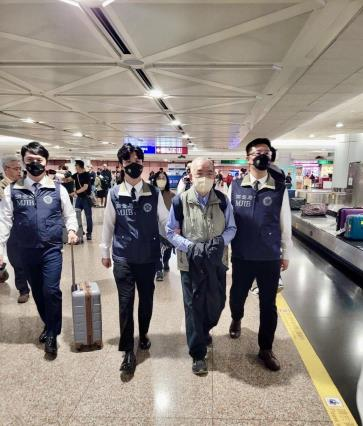
法務部調查局、移民署在加拿大司法部協助下遣返黃立雄夫婦回臺歸案。

- 2025年5月1日，臺灣臺北地方檢察署，200萬元交保限制出境。

## 著作
| 出版日期          | 書名                                                                      | 出版社         | ISBN               |
| ----------------- | ------------------------------------------------------------------------- | -------------- | ------------------ |
| 2005年7月1日出版  | 《Pink Lady戀愛去》                                                       | 明日工作室     | ISBN 9867541944    |
| 2008年4月30日出版 | 《我愛質男─貴婦奈奈的愛情進化論》（簡體版由華文出版社於2010年3月1日出版） | 圓神出版社     | ISBN 9789861332413 |
| 2009年7月14日出版 | 《77個人的秘密─關於XXX死也不能說》                                        | 趨勢文化出版社 | ISBN 9789868260696 |
| 2012年8月30日出版 | 《奈大嬸變XS小姐！！：大食女49天甩肉排毒奇蹟變身全搞定》                  | 趨勢文化出版社 | ISBN 9789868571129 |
| 2013年5月29日出版 | 《有多想要，就有多幸福》                                                  | 圓神出版社     | ISBN 9789861334554 |
| 2015年8月31日出版 | 《敬！我們的美味人生：貴婦奈奈×創意料理主廚》                             | 圓神出版社     | ISBN 9789861335407 |

## 外部連結
- 貴婦奈奈的福態日記 （页面存档备份，存于）
- 貴婦奈奈的Facebook（页面存档备份，存于）
- 蘇陳端(藝名_貴婦奈奈) - 法務部調查局 （页面存档备份，存于）
- 黃博健 - 法務部調查局